# Пам'ятки архітектури Яремчанської міськради
На території Яремчанської міської ради Івано-Франківської області на обліку перебуває 9 пам'яток архітектури.

## Національного значення
| №   | Найменування пам'ятки                     | Світлина | Датування | Місцезнаходження              | Номер  |
| --- | ----------------------------------------- | -------- | --------- | ----------------------------- | ------ |
| 147 | Церква Різдва Пресвятої Богородиці (дер.) |          | 1615р.    | смт. Ворохта, вул. Довбуша, 1 | 235    |
| 148 | Церква св. Дмитрія (дер.)                 |          | 18 ст.    | с. Татарів                    | 1139/1 |
| 149 | Дзвіниця церкви св. Дмитрія (дер.)        |          | 18 ст.    | с. Татарів                    | 1139/2 |
| 150 | Церква Пресвятої Трійці (дер.)            |          | 1863р.    | с. Микуличин                  | 1140/1 |
| 151 | Дзвіниця церкви Пресвятої Трійці (дер.)   |          | 18 ст.    | с. Микуличин                  | 1140/2 |

## Місцевого значення
| №            | Найменування пам'ятки                                                  | Світлина | Датування  | Місцезнаходження  | Номер  |
| ------------ | ---------------------------------------------------------------------- | -------- | ---------- | ----------------- | ------ |
| м. Яремча    |                                                                        |          |            |                   |        |
| 1            | Вілла (мур.)                                                           |          | 1936р.     | вул. Свободи      | 467    |
| 2            | Ресторан "Гуцульщина" (дер.)                                           |          | 1950-і рр. | вул. Свободи, 2   | 416-іф |
| 3            | Церква св. Іллі (гуцульські майстри І. Яворський, П. Григорчук) (дер.) |          | 1930 р.    | вул. Свободи, 140 | 417-іф |
| смт. Ворохта |                                                                        |          |            |                   |        |
| 4            | Залізничні кам'яні мости (мур.)                                        |          | 1894 р.    |                   | 478    |
| с. Татарів   |                                                                        |          |            |                   |        |
| 5            | Залізничний вокзал (мур.)                                              |          | 1893 р.    |                   | 469    |
| с. Микуличин |                                                                        |          |            |                   |        |
| 6            | Залізничний вокзал (мур.)                                              |          | 1893 р.    |                   | 470    |
| с. Яблуниця  |                                                                        |          |            |                   |        |
| 7            | Церква Успіння Пресвятої Богородиці (дер.)                             |          | 1895 р.    |                   | 471    |
| 8            | Дзвіниця церква Успіння Пресвятої Богородиці (дер.)                    |          | 19 ст.     |                   | 472    |
| 9            | Школа (дер.)                                                           |          | п. 20 ст.  |                   | 605    |
|              |                                                                        |          |            |                   |        |